# Leonardo Melandri
Leonardo Melandri (Forlì, 11 marzo 1929 – 6 giugno 2005) è stato un politico italiano.

## Biografia
Nato a Forlì l'11 marzo 1929, è stato Senatore della Repubblica Italiana nell'VIII e nella IX legislatura, ossia dal 1979 al 1987.
Laureato in filosofia e in scienze politiche, è stato funzionario della Camera di commercio di Forlì.
Sua è l'idea del Museo interreligioso di Bertinoro, presso Forlì. Operò, inoltre, per la creazione del Centro Universitario di Bertinoro.

## Premio Leonardo Melandri
Al Senatore forlivese è intestato il Premio Leonardo Melandri per il dialogo fra le religioni monoteiste abramitiche. Premiati:
- 2011: Franco Frattini, allora Ministro degli Esteri della Repubblica Italiana[1];
- 2012: Serigne Mame Mor Mbacké, marabutto senegalese, responsabile internazionale della confraternita dei Muridi[2].
- 2013: Joseph Halevi Horowitz Weiler.

A Leonardo Melandri è anche dedicato il padiglione d'accesso, inaugurato l'11 ottobre 2011, del nuovo Campus universitario di Forlì.
Il 6 giugno 2025 in occasione dei venti anni dalla morte, il Comune di Forlì, ha intestato una via a Leonardo Melandri. "Piazza Leonardo Melandri" è posta all'ingresso del Teaching Hub, del Campus di Forlì, Università di Bologna.